# Jagdstaffel 26
A Jagdstaffel 26, conhecida também por Jasta 26, foi um esquadra de aeronaves da Luftstreitkräfte, o braço aéreo das forças armadas alemãs durante a Primeira Guerra Mundial. A sua primeira vitória ocorreu a 25 de Fereveito de 1917 e a sua primeira baixa a 11 de Março do mesmo ano. A esquadra atingiu a notável marca de 180 vitórias aéreas, abatendo 176 aeronaves e 4 balões inimigos. O maior ás da Jasta 26 foi Otto Fruhner.

## Aeronaves
- Albatros D.III
- Albatros D.V
- Fokker D.VII
- Fokker DR.I